# Bad Homburg vor der Höhe
Bad Homburg vor der Höhe är en stad i förbundslandet Hessen, Tyskland. Staden, som är belägen omedelbart nordnordväst om Frankfurt am Main, har cirka 56 000 invånare.

## Bakgrund
Homburgs koksaltkällor besöktes redan under romartiden och staden är belägen sydöst om det gamla romerska lägret Saalburg, i början av 1900-talet återuppbyggt. Från 1622 och fram till 1866 var Homburg residensstad  för Lantgrevskapet Hessen-Homburg. Lantgrevarnas slott är beläget i staden och har ett 57 meter högt torn. Under 1800-talet blev Homburg en berömd kurort, från denna tid stammar stadens Kaiser-Wilhelmsbad. Ännu i början av 1930-talet besöktes Homburg årligen av 12 000–16 000 badgäster.

## Vänorter
Bad Homburg har följande vänorter:
- Cabourg, Frankrike
- Chur, Schweiz
- Dubrovnik, Kroatien
- Exeter, Storbritannien
- Mariánské Lázně, Tjeckien
- Mayrhofen, Österrike
- Mondorf-les-Bains, Luxemburg
- Peterhof, Ryssland
- Terracina, Italien

## Galleri

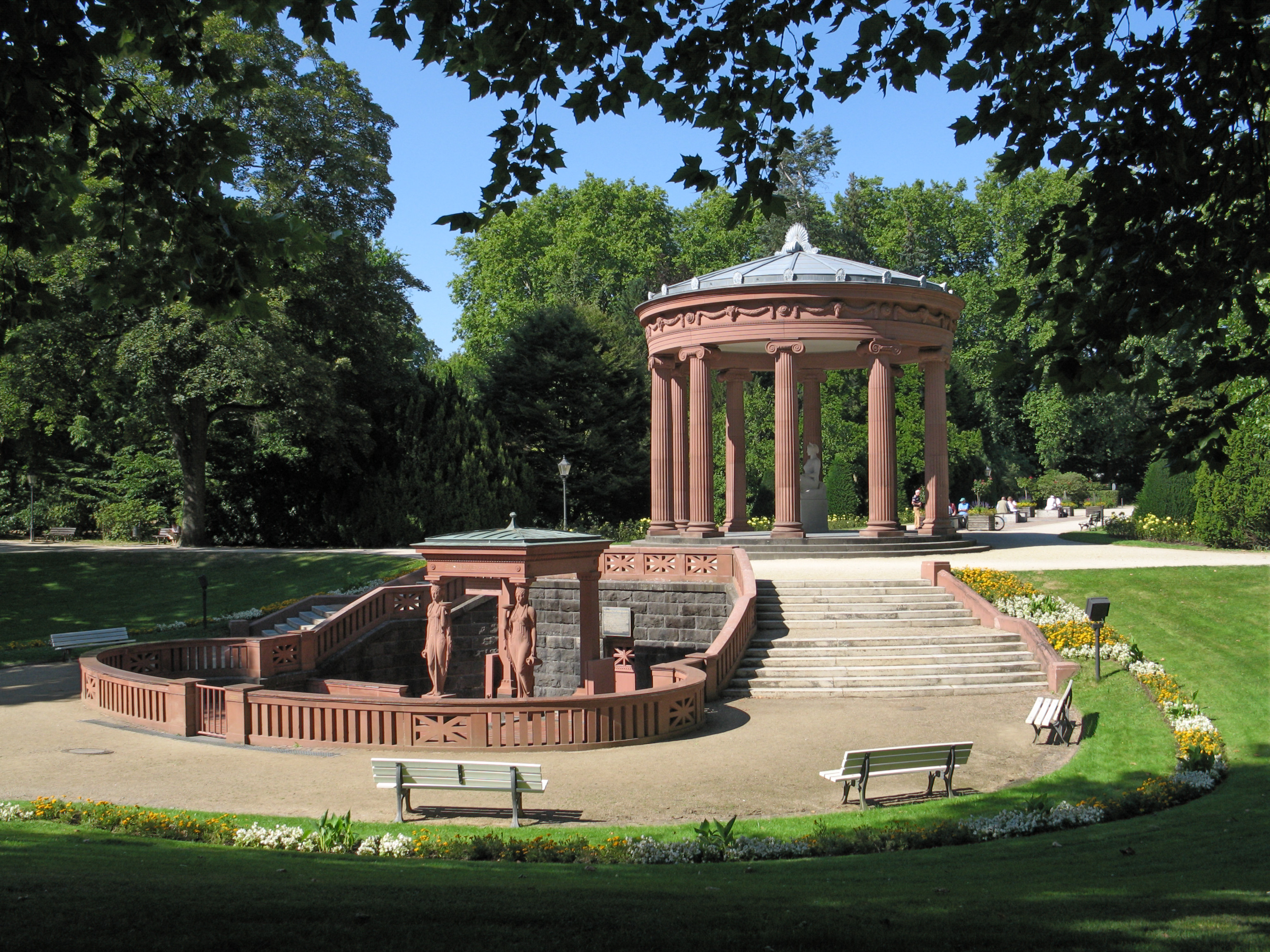
Elisabethenbrunnen
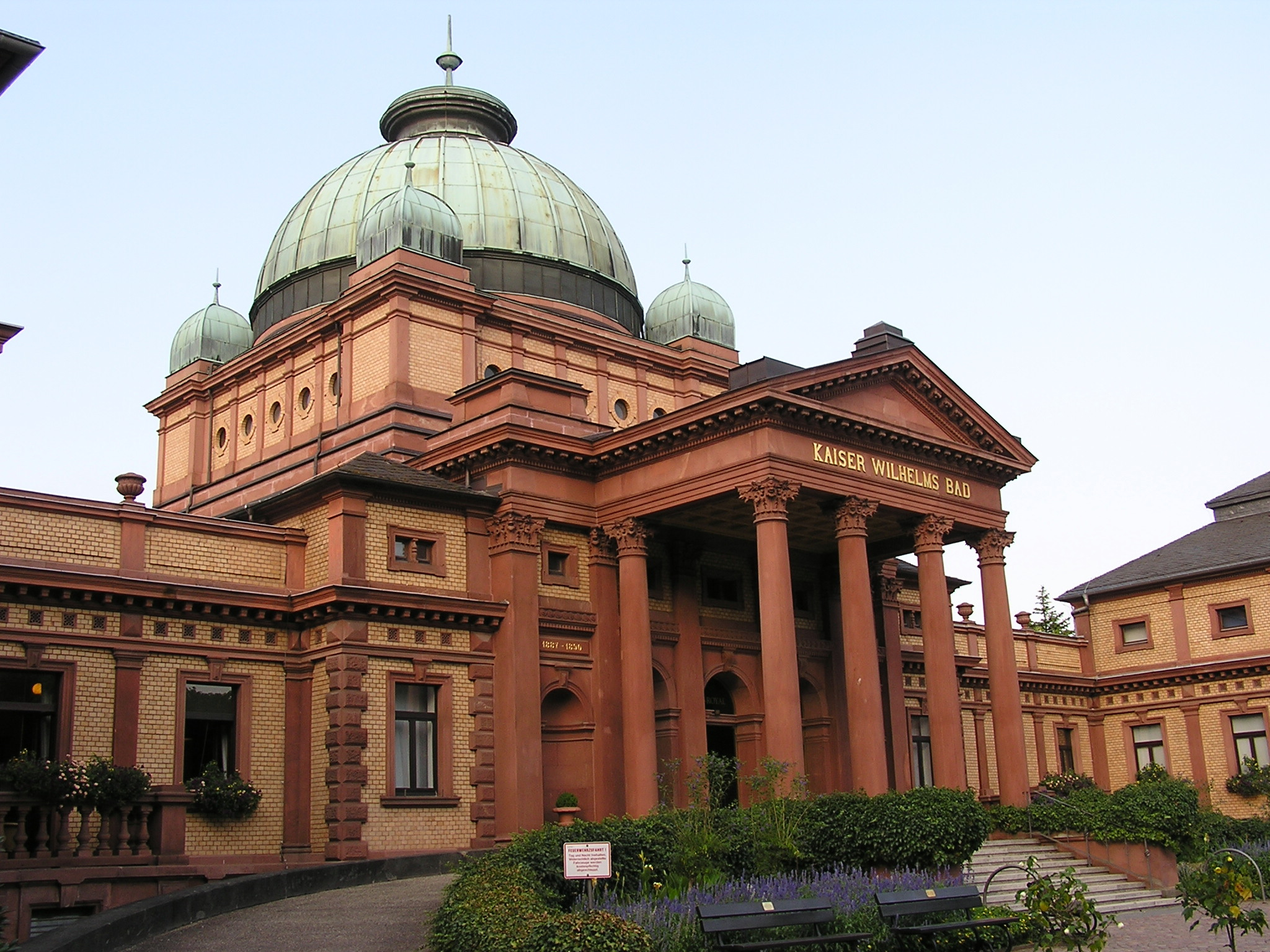
Kaiser-Wilhelms-Bad
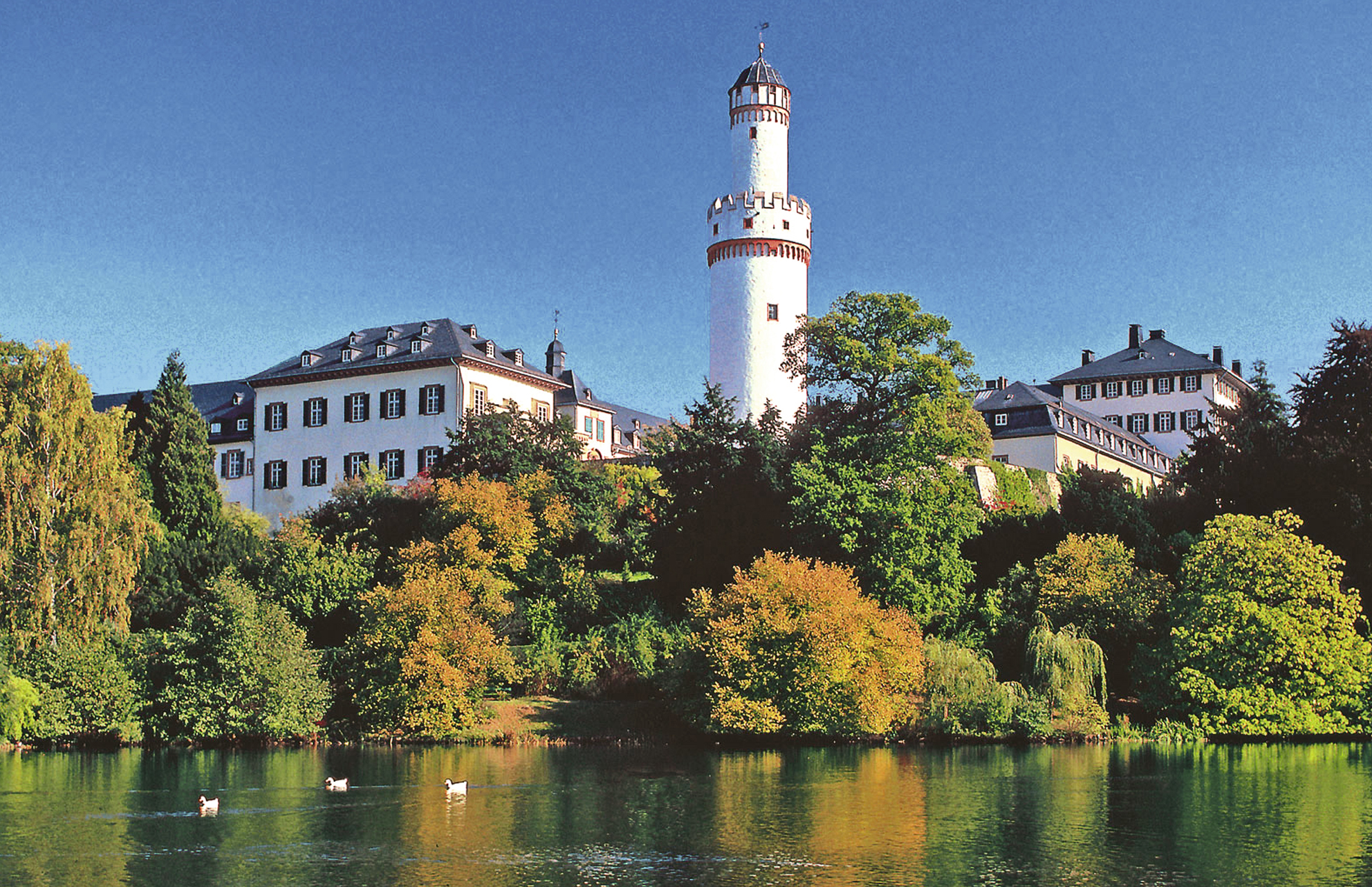
Slottet